# Tenoria spinosa
Tenoria spinosa är en flockblommig växtart som beskrevs av Spreng.. Tenoria spinosa ingår i släktet Tenoria och familjen flockblommiga växter. Inga underarter finns listade i Catalogue of Life.